# 11824 Alpaidze
11824 Alpaidze è un asteroide della fascia principale. Scoperto nel 1982, presenta un'orbita caratterizzata da un semiasse maggiore pari a 2,6392613 UA e da un'eccentricità di 0,3044630, inclinata di 1,72694° rispetto all'eclittica.